# Monumentación
La monumentación es un trabajo que consiste en la colocación sobre el terreno de hitos de naturaleza permanente.

## Definición
Puede referirse tanto a la ubicación de puntos nuevos como a la reposición de puntos ya existentes por su deterioro o ausencia. Algunos usos habituales de esta técnica son la delimitación de propiedades o la creación de vértice geódesicos.
Desde un punto de vista jurídico, es una potestad obligada y legalmente necesaria, resultado de los procedimientos administrativos de deslinde que materializan sobre el terreno una realidad jurídica relativa a Bienes de dominio público (España)

## Origen lexicográfico
Su origen se registra en una obra lexicográfica de mediados del siglo XX y así figura en el 'Apéndice' de Semántica guatemalense o Diccionario de guatemaltequismos, II, de Lisandro Sandoval [Guatemala, Tipografía Nacional, 1942] monumentación. f. Colocación de monumentos, mojones o hitos en las fronteras o líneas internacionales. Aunque actualmente se ha extendido su uso a otros bordes y elementos puntuales singulares.
Su uso restringido y exclusivamente como tecnicismo ha hecho que el vocablo no trascienda de su ámbito específico hacia un empleo algo más generalizado.